# Laval-sur-Doulon
Laval-sur-Doulon – miejscowość i gmina we Francji, w regionie Owernia-Rodan-Alpy, w departamencie Górna Loara.
Według danych na rok 1990 gminę zamieszkiwały 63 osoby, a gęstość zaludnienia wynosiła 5 osób/km² (wśród 1310 gmin Owernii Laval-sur-Doulon plasuje się na 774. miejscu pod względem liczby ludności, natomiast pod względem powierzchni na miejscu 713.).